# Time passages (album)
Time passages is het achtste studioalbum van Al Stewart. Het is het eerste album dat Stewart opnam in Los Angeles, Davlen Studio. Het werd opnieuw geproduceerd door Alan Parsons. Time passages bevat in het titelnummer Stewarts grootste hit in de Verenigde Staten. Opvallende aanwezige onder de musici is Jeff Porcaro van Toto. David Pack en Joe Puerta zijn beiden van Ambrosia.

## Musici
- zang- Al stewart
- gitaar –Al Stewart, Tim Renwick, Peter White, Mark Goldenberg
- basgitaar- Robin Lamble
- toetsinstrumenten – Peter Wood, Peter White, Pete Robinson, Pete Solley
- slagwerk – Stuart Elliot (alles behalve track 2), Jeff Procaro (track 2)
- altsaxofoon – Phil Kenzie
- accordeon – Peter White
- achtergrondzang – Krysia Kristianne, David Pack, Joe Puerta, James Robert West, Brian Huddy, Jeff Borgeson
- percussie – Arthur Trip III

## Muziek
Alle muziek en teksten van Al Stewart, behalve de eerste en laatste track. Die zijn meegeschreven door Peter White.
| Nr. | Titel                                                                   | Duur |
| --- | ----------------------------------------------------------------------- | ---- |
| 1.  | Time passages (het leven trekt voorbij)                                 | 6:41 |
| 2.  | Valentina way                                                           | 4:04 |
| 3.  | Life in dark water (over het vergane schip Mary Celeste.)               | 5:49 |
| 4.  | A man for all seasons (over Thomas More)                                | 5:50 |
| 5.  | Almost Lucy (over een eenzame zangeres in bar of nachtclub)             | 3:43 |
| 6.  | The palace of Versailles (over Paleis van Versailles, Franse Revolutie) | 5:20 |
| 7.  | Timeless skies (jeugdherinneringen)                                     | 3:34 |
| 8.  | Song on the radio (over liefde op het eerste gezicht)                   | 6:22 |
| 9.  | End of the day                                                          | 3:11 |

## Hitnoteringen
Het album haalde de tiende plaats in de Billboard Album Top 200. In Engeland haalde het de top 50 niet eens. In Nederland vielen de verkoopcijfers ook tegen in vergelijking tot Year of the cat.

### Album Top 50
| Positie: | 38 | 28 | 28 | 29 | 35 | uit |